# 俄罗斯帝国反犹太主义
反犹太主义在俄罗斯帝国的具体表现包括但不仅限于以下：多次集体迫害以及栅栏区的设立。在“栅栏区”中的犹太人若非已改宗俄罗斯国教（俄罗斯正教会），否则不得移居到俄罗斯内地。
宏观全世界同期，犹太人民族地位随着自由解放趋势的风行而出现改观，但俄罗斯帝国国内则不为所动。18世纪之前，俄罗斯帝国依据俄罗斯正教会的反犹主义准则而一直坚持对犹太民族的排斥政策。曾有人就帝国能否承认并接纳犹太人的问题而向彼得大帝提问，彼得大帝的回答是：“我宁可看到我们整个国家都改宗伊斯兰教，或者其他什么别的异教，也轮不上犹太人指手画脚。犹太人就是一帮流氓无赖和骗子，我的职责不是让邪恶加倍，而是彻底根除一切恶行。”

## 栅栏区

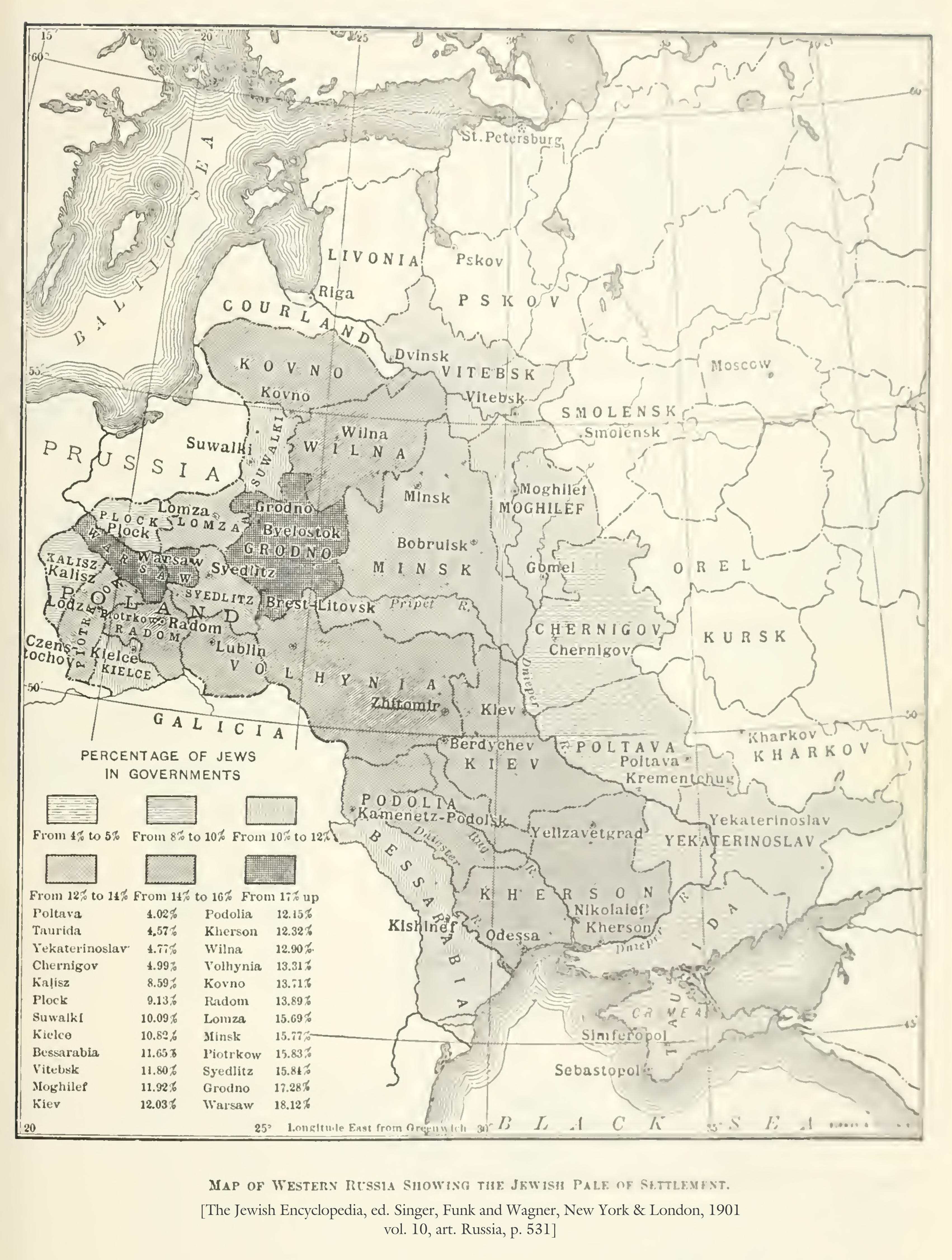
栅栏区地图显示了犹太人的人口密度

18世纪波兰遭瓜分，俄国获得的波兰土地上有着大量犹太人口，这也是整个俄罗斯历史上的第一次。此后沙俄国内便涌现出更多严苛的歧视性政策，新获取的领土就被设计成了所谓的“栅栏区”，区内的犹太人一律不许移居到俄罗斯的其他地区。1772年，叶卡捷琳娜二世要求栅栏区内的所有犹太人都必须留在自己目前所属的市镇中，不得返回自己在波兰被瓜分之前的原居住地。1791年，沙俄统治阶级为了将莫斯科城中的所有犹太人都驱逐出去而将栅栏区彻底正式化，在沙俄于1821年吞并比萨拉比亚之后，栅栏区的边界正式定型。

## 强制征兵
尼古拉一世在任时的一大目标就是彻底摧毁犹太人的生活，而在后世看来，他的统治时期可以称得上是整段欧洲犹太人历史上最为悲惨的章节之一。1825年，尼古拉一世下令，所有年满12岁的犹太男子都必须进入俄罗斯帝国军队服役。对那些在19世纪离开了俄罗斯帝国的犹太人群体而言，19世纪的历史，就是犹太人被迫上前线当炮灰的历史。另外，所有入伍的犹太人都不可能当上军官。很多被迫从军的犹太少年基本上就是被“抓壮丁的”强掳来的。但是，由于帝俄政府还想让犹太人务农，所以在更靠南的一些犹太农民社区里，强制征兵的情况则稍有缓和，而其它一些不必服兵役的犹太人社区通常得到的结果就是被驱逐出自己的小镇或村庄。
克里米亚战争的爆发则加剧了强制征兵情况，帝俄政府对犹太男童和青年男子的绑架式征召愈演愈烈。
1912年，帝俄政府通过一项法令，规定即便某人的祖辈是犹太人，那这个人也没有资格从士兵升格至军官，尽管俄军中存在着大量有着犹太血统的人员和纯犹太人兵员。

## 试图同化
1840年代，俄罗斯帝国政府开始对犹太人征收特殊税，用收来的税款建设所谓的“犹太人学校”网络，实际目的则是用俄罗斯文化来同化所有学龄犹太人。法令规定，“犹太人学校”的教师必须是基督徒，而教育的目的则是“让犹太人更接近基督教徒，根除犹太人思想中因受了塔木德的影响而滋生的有害信仰”。
1844年，保有波兰式生活方式的社区被迫解散，帝俄政府给他们带来了新的定居点组织架构。在犹太教正统派男子和男孩中流行的“边落”发式也遭到官方禁止，尼古拉一世还将所有犹太人简单地分成两类，“有用”或“无用”，其中，商人属于“有用”的一类，而其他人则都被归于“无用”之类。
继任的沙皇亚历山大二世在任时确实废除了一些针对犹太人的迫害性法令，但在消灭犹太民族文化并进而让犹太人为俄罗斯文化所同化方面，力度有增无减。在这类政策之下，很多犹太人都取得了商业上的成功，但俄罗斯社会各阶层也对风头越出越大的犹太人愈发地感到不满。

## 集体迫害
在俄国曾发生过一系列针对犹太人的种族灭绝性质的迫害和集体迫害事件。发生这类事件的背后原因多种多样，但并非所有迫害都与基督教的反犹主义思想有关。在基督教信仰中，“犹太人对耶稣被钉死在十字架上负有全责”的谣言甚嚣尘上，这些就属于比较传统的以宗教意识形态为动机的反犹主义  。而另一个更现实也更主要的迫害导火索则是沙皇亚历山大二世的遇刺。
学界普遍认为，第一次集体迫害发生在1821年，当时，在東正教會的宗主教死于君士坦丁堡之后，敖德薩发生了反犹暴动，最终导致14名犹太人被杀。虚拟犹太百科全书（virtual jewish encyclopedia）指出，1821年反犹暴动的发起者实为当地那些曾在新俄羅斯地区的诸港口城市居住的希腊人。

### 沙皇亚历山大三世统治时期（1881-1894）
在沙皇亚历山大二世于1881年3月13日被刺杀后，长期施行的高压政策和长期存在的反犹态度进一步加剧。沙皇的死亡被错误地归罪于犹太人头上，进而引发了俄罗斯帝国内部的大规模反犹迫害运动，这场集体迫害持续了3年，始于1881年4月27日，终于1884年。
发生在1881年的华沙集体迫害导致了波兰人和犹太人的关系恶化，波兰精英阶层中就曾有人对此进行了批评。历史学家michael ochs曾写道，1863年到1881年的这段时期里，当时处在俄国控制下的波兰的内部的反犹主义态势一直处在上升期。
亚历山大三世对犹太人的态度也充满敌意，在他的统治时期里，俄罗斯犹太人的经济、社会以及政治情况都发生了剧烈的恶化。沙皇的大臣们不遗余力地将亚历山大三世在1882年出台的“五月法案”付诸实施，大臣们公开将前任沙皇之死归咎于犹太人。帝俄政府下令，犹太人不得再在农村地区居住，他们自己的市场小镇也不再属于他们，甚至在栅栏区内部，犹太人都无家可归。犹太人所能获得的职业也都遭到了限制。帝俄警察严格执行反犹的歧视性法案，俄罗斯媒体也在无节制地进行着反犹宣传。1891年，莫斯科市系统化地驱逐了所有犹太人。如此的高压政策让很多犹太人都对俄罗斯社会心生怨恨，事实告诉他们，俄罗斯已不再是他们的家园。
沙皇的大臣康斯坦丁·波别多诺采夫曾表示，帝俄政府关于犹太人问题的目标就是“三分之一的犹太人死光，三分之一的犹太人离开俄国，最后三分之一的犹太人被周边人口彻底同化”。俄罗斯的集体迫害和高压法令迫使大量俄罗斯犹太人移民至西欧和美洲。在1881年至一战爆发的这段时间里，据估计应有250万犹太人离开俄罗斯，这也是历史上有记载的最大规模的人口移民之一。
在1903年的逾越节迫害之后，对犹太人进行集体迫害已经变成了俄罗斯帝国的官方政策，1905年10月，反犹主义暴行来到了最恐怖的时刻。

## 扬·戈特利布·布洛赫对质反犹主义
扬·戈特利布·布洛赫是一个富有的铁路大亨，同时也是福利和社会问题的研究者，他改信了加尔文宗新教，当时这支宗教仅在俄罗斯帝国的少数群体中流行。如此一来，布洛赫便得以规避沙皇统治施加给犹太人的各种法律权利劣势，其中最甚的就是“栅栏区”带来的地理限制（俄罗斯犹太人不得前往帝国的各主要城市定居）。而布洛赫的加尔文宗新教徒的身份也让他得以免于经常去教堂参与宗教仪式，也不需公开展现基督教信仰。在布洛赫晚年，他开始越来越关心犹太人的情况，尽管他只是曾经信仰犹太教，尽管他也已经不属于犹太人群体。
1880年代及1890年代的反犹迫害愈演愈烈，由明显持反犹立场的内务大臣维亚切斯拉夫·冯·普勒韦带头成立的委员会提议进一步打压犹太人的法律地位。布洛赫对此作出了回应，给帝俄政府送去了一系列理由充足的备忘录，呼吁终止一切歧视犹太人的政策。随后，布洛赫针对俄罗斯帝国的犹太人问题进行了大量社会及经济状况研究。为此，布洛赫将一群科学研究者组织起来，结成研究团队，领导人为俄罗斯经济学家A.P.Subotin，布洛赫为获取他的研究成果而花费了大笔金钱。最终，研究团队在1901年，也就是布洛赫死前的那一年，完成了研究。研究成果是一部有着五本卷宗的《俄罗斯西部地区以及波兰地区的物质和道德水准比较》。以大量数据为依据，在主要编写于栅栏区的本书中，布洛赫对犹太人在帝国经济生活（手工业、贸易以及工业）中的角色这一问题进行了全面论述。他们的研究结果表明，犹太人其实对帝俄的经济大有益处，而非同时期反犹主义者嘴里的“俄罗斯经济的破坏者”。
但是，布洛赫及其同僚们的巨大努力依然全是无用功。俄罗斯内阁封禁了布洛赫的书，此书的全部印刷成品都遭到了没收和烧毁。到最后，只有屈指可数的几本被人传阅，成了稀有读物。但subotin后来还是得以出版了一本对《俄罗斯西部地区以及波兰地区的物质和道德水准比较》一书的总结性书籍，书名为《从正确角度来看犹太人问题》。

## 伪造《锡安长老会纪要》
1890年代末期，一名在巴黎的俄国情报特工伪造了所谓的“锡安长老会纪要”，此书在1903年获得出版，之后被译成多种文字，成为了全球反犹主义势力的有力政治宣传工具。美国汽车工程师、企业家、福特汽车公司的创始人亨利·福特还曾出钱资助此书在美国的传播。书的大意就是存在着一个秘密犹太人阴谋小集团正密谋统治全世界。

## 犹太人的反应
19世纪下半叶，面对着帝俄政府的系统化、大规模迫害，很多犹太人选择逃离俄罗斯帝国，但随着识字率的上升，很多仍留在俄国的犹太人被激进的改革主义意识形态所吸引，立下了解放犹太民族、推翻统治阶级压迫以及颠覆俄罗斯帝国政治体制的志向。社会民主党人中就有很多犹太人，比如后来的孟什维克领导人尤里·奥西波维奇·马尔托夫以及列夫·达维多维奇·托洛茨基。俄罗斯社会革命党内部的情况也类似。同期，锡安主义支持者及其他犹太人团体（名为“崩得成员”）浮现出来并快速发展，他们向同胞保证，终结俄罗斯帝国对犹太人的一切迫害，但由于锡安主义者和崩得成员的政治目标不同，犹太人群体中也随之出现了两极化趋势。崩得成员主张意第绪语的优越性，而锡安主义者则主张将希伯来语作为来自不同地区的所有犹太人的通用語。1881-1883年间，俄罗斯的锡安主义运动随着锡安之爱运动的开启而随之出现，以反抗愈发严重的种族迫害行为。崩得成员们认为俄罗斯犹太人的家园就应该是俄罗斯，而锡安主义者的目标则是建立一个完全没有外族人干涉的犹太人民族国家。尽管锡安主义运动首先出现于西欧，但锡安主义的信徒则主要来自东欧地区，其中来自俄罗斯帝国的人最多。俄罗斯犹太人是勞工錫安主義的发起者。也许正是因为锡安主义组织的影响力过于巨大，俄罗斯帝国政府将境内所有锡安主义组织都列为非法组织。另一方面，崩得成员则继续主张将意第绪语作为犹太人的民族语言，还想要成立另一套由犹太人自己办学的学校。
锡安主义强调犹太民族要自尊自重，保护自己，到了1900年代，尽管存在意识形态分歧，崩得成员、劳工锡安主义者以及其他锡安主义者还是联合在了一起，为抵抗俄罗斯的有组织迫害而成立了自卫组织。

## 贝利斯审判
在1913年的一场臭名昭彰的审判中，犹太人梅纳赫姆·门德尔·贝利斯在基輔被俄罗斯帝国司法体系以宗教仪式谋杀这一罪名起诉，史称“贝利斯审判”或者“贝利斯事件”。这场审判为俄罗斯帝国招致了国际社会对其反犹主义政策的谴责。贝利斯审判于基辅进行，从1913年9月25日一直持续到10月28日。能与此案相类比的案件还有利奥·弗兰克案一案，作为一名美国犹太人，利奥·弗兰克被诬陷奸杀了一位名叫Mary Phagan的13岁少女。在贝利斯被宣判无罪后，此人成为了一名家喻户晓的英雄与名人。

## 第一次世界大战
俄罗斯加入一战后，俄罗斯国内有很多犹太人相信，如果他们从军为俄罗斯帝国而战就能提升他们自己乃至整个犹太民族在俄罗斯国内的社会地位。最终，有超过40万犹太人被动员，其中8万人前往前线作战。尽管犹太人做出了如此贡献，在俄军遭遇兵败后，仍有持反犹主义立场的俄军指挥官将责任归结于犹太人。犹太人被诬蔑成为德国人通风报信的叛徒，甚至还有的犹太人在遭到绑架后被迫因子虚乌有的“谍报活动”罪名而接受审判。在审判过后，居住在前线地区附近的犹太人遭到了大规模驱逐，1915年，就有部分犹太人被驱逐出庫爾蘭地区和北立陶宛。一个月后，就连印刷希伯来语字母都成了禁忌。

## 二月革命
1917年3月16日，临时政府上台，沙俄时代的一切反犹政策被全部废止，犹太人也能在重要政府部门中任职。因此，俄罗斯犹太人对俄罗斯的资产阶级革命表达了极大支持，各个政党当中也有犹太人身居要职。全国各地都有锡安主义青年团体出现，为庆祝贝尔福宣言的发表，还有部分锡安主义者举行了集会，锡安主义者还成立了一些犹太人自卫营。但是，资产阶级临时政府在仅仅存在了几个月后就崩溃了，在随之而来的无政府状态中，暴力反犹主义再次出现在俄罗斯，集体迫害还是会零星出现。安东·伊万诺维奇·邓尼金的白卫军就是反犹主义的主要力量之一，他們将“反犹救国”作为座右铭。另一方面，布尔什维克红军中尽管有个别单一士兵犯下过反犹暴行，但由于红军自身将打击反犹主义作为一项命令来执行，此举还是在很多犹太人中赢得了民心。

## 俄罗斯正教会的参与
彼得大帝治下的基督教委员会对俄罗斯的国家反犹政策进行过支持，后来扮演这一角色的则是俄羅斯正教會神聖會議，这些教会机构在实质上就是政府部门。俄罗斯东正教团体在平静时期在大体上对犹太人“保有相对的中立态度”，而积压在表面之下的情绪则“混合有对犹太人特质的惧怕、仇恨以及中世纪基督徒的思维模式”。但是，社会、经济、宗教以及政治变动也不时地将这种反犹主义暗流冲刷到表面，将基督教民众变成“一群杀人越货狂徒”。尽管“一切反犹决策都来自于国家行政机构，国家部门听命于沙皇、国务委员会以及大臣而办事”，但“和西方教会不同，俄罗斯东正教会却在保护犹太人一事上没有作为”。另外，针对犹太人问题，俄罗斯正教会非但没有设立正式教会职务来进行监管，反而还有很多正教会神职人员本身就持有反犹主义立场。比如，发生在1903年的第一次基希涅夫反猶騷亂（今属摩尔多瓦），东正教神父就是迫害发起者。